# Marek Fałdowski
Marek Fałdowski (ur. 1971 w Siedlcach) – polski policjant, inspektor Policji, doktor habilitowany nauk o bezpieczeństwie, w latach 2017–2020 komendant–rektor Wyższej Szkoły Policji w Szczytnie.

## Życiorys
W 1991 został policjantem. Pełnił m.in. funkcje zastępcy komendanta powiatowego Policji w Węgrowie, zastępcy komendanta miejskiego Policji w Siedlcach. 17 stycznia 2007 został komendantem miejskim Policji w Siedlcach.
W 2000 został absolwentem Wyższej Szkoły Policji w Szczytnie. W 2003 ukończył studia w Akademii Obrony Narodowej w Warszawie. W Akademii Podlaskiej w Siedlcach w 2006 na podstawie napisanej pod kierunkiem Stanisława Jaczyńskiego rozprawy pt. Zagłada polskich policjantów więzionych w obozie specjalnym NKWD Ostaszków (wrzesień 1939 – maj 1940) otrzymał stopień naukowy doktora nauk humanistycznych. W 2019 na podstawie dorobku naukowego oraz monografii pt. Etyka zawodowa policjanta we współczesnej kulturze służby państwa demokratycznego Rada Wydziału Bezpieczeństwa Narodowego Akademii Sztuki Wojennej w Warszawie nadała mu stopień naukowy doktora habilitowanego w dziedzinie nauk społecznych w dyscyplinie nauki o bezpieczeństwie. Recenzentami w postępowaniu habilitacyjnym byli: Agnieszka Wioletta Filipek, Witalis Pellowski i Bogdan Grenda.
Minister Spraw Wewnętrznych i Administracji powołał go 11 lutego 2017 na komendanta-rektora Wyższej Szkoły Policji w Szczytnie. W 2018 został profesorem tej uczelni. Rezygnację z tej funkcji złożył w lutym 2020.

## Kontrowersje
W 2012, gdy pełnił funkcję Komendanta Miejskiego w Siedlcach, pięciu jego podwładnych w trakcie przesłuchania na komendzie znęcało się nad trzema zatrzymanymi. Zatrzymanych bito, rażono paralizatorem w miejsca intymne, polewano zimną wodą, jednemu zaklejono usta taśmą. Jeden z torturowanych popełnił samobójstwo tydzień po przesłuchaniu. Komendant Fałdowski, nie wierząc w winę swoich podwładnych, po krótkim zawieszeniu przywrócił policjantów do służby. Sąd pierwszej instancji skazał wszystkich pięciu funkcjonariuszy, potwierdzając skandaliczne zachowania policjantów.
Według doniesień medialnych byli i obecni wykładowcy zarzucają komendantowi-rektorowi Markowi Fałdowskiemu naruszenie praw autorskich, przekroczenie uprawnień w celu osiągnięcia korzyści majątkowej, mobbing oraz plagiat pracy habilitacyjnej. Centralna Komisja do spraw Stopni i Tytułów wszczęła postępowanie weryfikujące proces habilitacyjny inspektora Marka Fałdowskiego, a śledztwo w sprawie przekroczenia uprawnień podjęła Prokuratura Rejonowa Olsztyn-Północ.
Pod koniec 2019 roku kontrolę w Wyższej Szkole Policji przeprowadził Departament Kontroli i Nadzoru Ministerstwa Spraw Wewnętrznych i Administracji, polecenie jej przeprowadzenia wydał Mariusz Kamiński. MSWiA nie potwierdziło stawianych Markowi Fałdowskiemu przez podwładnych zarzutów.
Został odznaczony Brązowym Krzyżem Zasługi (2007) oraz Srebrną Odznaką „Zasłużony dla Ochrony Przeciwpożarowej” (2017).